# N'Kantu, la Momia Viviente
N'Kantu la Momia Viviente es un personaje ficticio que aparece en los cómics estadounidenses publicados por Marvel Comics. La primera ejecución del personaje fue de 1973 a 1975, y se basó en el popular tropo de momias no muertas de la ficción de terror.

## Historia de la publicación
N'Kantu la Momia Viviente apareció por primera vez en Supernatural Thrillers # 5 (agosto de 1973), creado por Steve Gerber y Rich Buckler. Presentó al personaje en una historia independiente ambientada en El Cairo, Egipto, "La Momia Viviente". N'Kantu la Momia Viviente devolvió dos números más tarde en "El Regreso la Momia Viviente" del mismo equipo, quien trajo el personaje a la ciudad de Nueva York. Con el logotipo de la portada que dice "Supernatural Thrillers with The Living Mummy", la serie pasó del número 7 al número final, # 15 (junio de 1974 - octubre de 1975). Con el número 8, el equipo creativo se convirtió en el escritor Tony Isabella y el artista Val Mayerik, ocasionalmente acreditado como co-plotter. John Warner escribió o coescribió los dos últimos números, con Tom Sutton dibujando el final. Len Wein escribió el guion # 10 de una trama de Isabella-Mayerik.
N'Katu fue revivido en 1983 para un número de Marvel Two-in-One (número 95, enero de 1983), se asoció con La Mole.

## Biografía
Nacido hace 3.000 años, N'Kantu es el hijo de T'Chombi, un jefe de una tribu del norte de África llamada Swarili de la nación de Swarilis. A la edad de 21 años, N'Kantu debe someterse a la Prueba del León, demostrando ser digno de ser llamado guerrero. Tener éxito en esta prueba también significa que algún día N'Kantu sería digno de suceder a su padre como rey. Meses después, su padre muere mientras dormía, y N'Kantu se convierte en el jefe de la tribu Swarili.
Al regresar de una cacería, N'Kantu descubre que su pueblo ha sido saqueado y que toda la tribu de Swarili ha sido rodeada por esclavos egipcios. N'Kantu lucha para rescatar a su pueblo, pero es abrumado y capturado por los soldados egipcios.
N'Kantu y Swarili son llevados a Egipto, y puestos a trabajar en la construcción de monumentos para el faraón actual, Aram-Set. Reconocido como el más fuerte y más peligroso de los Swarili, N'Kantu está aislado y obligado a trabajar más duro en un intento de romper su espíritu. Pero por la noche, él y los otros pueblos Swarili planean una rebelión, aunque sin su conocimiento, su conspiración está siendo denunciada a Aram-Set y su principal sacerdote, Nephrus. Al finalizar el proyecto del monumento actual, los egipcios llevan a sus esclavos a sus catacumbas preparándose para una ejecución en masa. Pero N'Kantu indica que la revuelta y Swarili masacrarán a sus posibles verdugos
N'Kantu mata a Aram-Set con su lanza y luego se vuelve hacia Nephrus, pero el sacerdote malvado se había preparado, y le rocía a N'Kantu en la cara con un misterioso líquido paralizante. N'Kantu es atado y atado a un altar especial, su cuerpo envuelto en papiro, y su sangre es drenada y reemplazada con un conservante alquímico desconocido. N'Kantu, que permanece consciente durante toda la prueba, se coloca dentro de un sarcófago de piedra.
En los tiempos modernos, el líquido paralizante finalmente desaparece y N'Kantu escapa de su tumba. Desconcertada por estar paralizada en una tumba oscura durante varios milenios, se libera y se lanza al alboroto en El Cairo, Egipto. Más tarde se recupera de su locura y descubre al Doctor Alexi Skarab, uno de los descendientes sobrevivientes de Nephrus. N'Kantu fue electrocutado en la inconsciencia. Su cuerpo sin vida es enviado a un museo de la ciudad de Nueva York, donde es revivido. Él es teletransportado a la dimensión de los Elementales, quien le ordenó encontrar el escarabajo rubí. Mientras buscaba, luchó contra el Profesor Abdol, el Monolito Viviente. N'Kantu luego luchó contra los Elementales y los venció con la ayuda del Escarabajo que había encontrado. Durante viajes posteriores, N'Kantu se hace amigo de Ulysses Bloodstone. Algún tiempo después, N'Kantu es secuestrado por el Gran Maestro para el Concurso de Campeones, pero el Gran Maestro no lo considera lo suficientemente valioso como para ser un combatiente, por lo que N'Kantu regresa a la Tierra.
N'Kantu más tarde forma un equipo con la Mole y su novia Alicia Masters contra el general Hassan, otro descendiente de Nephrus, impidiéndole obtener la Gema del Espíritu. Después de esto, vuelve al desierto donde comenzó a buscar Bloodgem. Sin embargo, cuando el Capitán América y su "compañera" Diamondback (Rachel Leighton) es después de la gema también, convencen N'Kantu de pasar los fragmentos que había encontrado.
Más tarde, se acercan a N'Kantu para afiliarse a la organización de Tropa del Choque. Ayudan al Cuásar libre de Darkforce, en entidad conocida como el Cenagal y se disuelven después. Más tarde entra en una lucha con el malvado Rakses y tiene que formar un equipo con Elsa Bloodstone, la hija de su viejo aliado. Después de derrotar a este bandido, N'Kantu pasa algún tiempo guardando el Orbe místico de Ra. Durante este tiempo, N'Kantu es acercado por Nick Fury y se convence de afiliarse a su grupo de Comandos Aulladores, y luchan contra Merlin el poderoso, en el Area 13.
Poco después, N'Kantu fue visto como uno de los héroes en contra de la Ley de Registro de Superhéroes que se forjó durante el evento de Civil War; Más tarde se explica que N'Kantu comenzó a sentir que su servicio en los Comandos Aulladores era la esclavitud, lo que provocó su rebelión. Fue aprehendido y transportado a una prisión extradimensional llamada " Isla de la Fantasía " que se encuentra en la Zona Negativa. Fue transportado a su celda junto a Coldblood, Speedball y Typeface. Durante este tiempo, N'Kantu informa a los tres que él no está vivo, lo que los desconcierta en el proceso. Cuando Iron Man y Spider-Man visitan a N'Kantu, él está en su celda de prisión, asegurado a una losa y rodeado de llamas; Iron Man declaró que algunos detenidos requieren medidas especiales de seguridad. Más tarde fue liberado cuando Hulkling se hizo pasar por Hank Pym y utilizó su voz para desbloquear todas las células de los héroes encarcelados. N'Kantu luego toma parte en la lucha final entre las fuerzas de Pro-Registro y las fuerzas Anti-Registro.
Después del argumento de Civil War, N'Kantu vuelve a Egipto y recupera el Orbe de Ra. Entonces convocó el espíritu de Nephrus que espera conseguir que él le devuelva a la vida llena o lo deje morir. Nephrus era incapaz de hacer esto, pero realmente atrajo a Anubis (Anubis (cómicos de la maravilla)) cuando el espíritu de Nephrus se dibujó de su reino. N'Kantu consintió en hacerse el agente de Anubis para matar a la gente y enviarle sus almas a cambio de N'Kantu que circula a la vida futura.
N'Kantu más tarde apareció como un miembro de la Legión de Monstruos junto a Morbius el Vampiro, el Hombre Lobo, Hombre Anfibio y el Hombre Cosa.
Mientras en la Metrópolis de Monstruos, N'Kantu, el Hombre Lobo, y el Hombre Cosa pasan a un Deadpool desenmascarado donde no se daban cuenta de su apariencia.
N'Kantu y Hombre Lobo intentan arrestar al Hombre Dimensional, asistido por Morbius, el Vampiro Viviente y Manphibian. Elsa Bloodstone se teletransporta a Monster Metropolis con un monstruo muerto que había sido corrompido por una fuerza malvada.
Cuando Red Hulk se encontró con la Legión de Monstruos, el Doctor Strange pone un encantamiento en la carne de N'Kantu para contener lo que estaba rondando a Red Hulk. N'Kantu ayudó a Red Hulk a Monster Metropolis donde se descubrió que el fantasma que estaba rondando a Red Hulk era el lado malo de Doc Samson.
N'Kantu estaba con la Legión de Monstruos cuando ayudaron a evacuar Brownville para que Morbius pudiera luchar contra Rosa y su improvisado Ultimate Nullifier.
N'Kantu fue reclutado más tarde por Phil Coulson para unirse a su encarnación de los Comandos Aulladores para luchar contra la peste sin mente de Dormammu.
N'Kantu se unió más tarde a Los 4 Terribles de Drácula, junto con el Monstruo de Frankenstein, Brood, el mercenario Xzax y Marcus el Centauro para matar a Deadpool y llevar a Shiklah a Drácula. Durante el enfrentamiento con Deadpool, N'Kantu fue prendido fuego y rasgado por la mitad cuando Deapool lo atacó con una manguera de incendios.

## Poderes y capacidades
A consecuencia de la transfusión de un fluido de embalsamamiento desconocido por el sumo sacerdote egipcio Nephrus, N'Kantu tiene la fuerza sobrehumana y la durabilidad. Es muy resistente a muchas formas del ataque. Aunque su piel sea casi dura como una roca en consecuencia, sus envolturas son muy vulnerables al fuego. Su sangre se ha sustituido por un preservativo alquimico que ha permitido que él exista durante más de tres mil años. También no tiene necesidad de la comida, agua, oxígeno o sueño.
N'Kantu es capaz de sentir la energía mística y el uso de magia, también puede sentir y reconocer a los descendientes de Nephrus.
Mientras es capaz del discurso, su cuerpo ya no produce la saliva y por tanto N'Kantu solo puede hacer así con la gran dificultad e incomodar debido a la sequedad de su boca y garganta. Es muy competente con Swarili antiguo, egipcio e ingleses.
La Momia Viviente posee una sensibilidad extrema frente a cualquier proceso de desidratación que interfiera con el fluido preservativo en sus venas. Es desconocido si la exposición prolongada causaría la muerte o inmovilidad hasta que su cuerpo regenerara más del fluido. Después de alcanzar el Orbe de Ra, los preservativos que llenan su cuerpo se eliminan, o son irrelevantes ahora. Es desconocido cómo esto afecta su discurso, si en absoluto.
La Momia Viviente tiene las habilidades de combate de la clase del guerrero de Swarili, algunas de las cuales son realzadas por su condición momificada; los otros de que se disminuyen.

## En otros medios

### Televisión
- N'Kantu la momia Viviente aparece en The Super Hero Squad Show, episodio "Esta cosa del Hombre, Este Monstruo." Se muestra que es el líder de un ejército de momias que trabajan para Drácula. Lleva al Hombre lobo y la novia Ellen.
- Aparece en la segunda temporada de Ultimate Spider-Man por halloween, episodio 21, "Blade" al final y episodio 22, "Los Comandos Aulladores", expresados por Oded Fehr en un acento egipcio.[28][29] Él es visto como un miembro de los Comandos Aulladores de Nick Fury y también se representa para tener la capacidad de usar sus vendajes para constreñir cualquier cosa. N'Kantu y el resto de los Comandos Aulladores ayudan a Spider-Man y Blade a prevenir que Drácula active el Ankh de Tekamentep (que N'Kantu manejaba cuando aún era un faraón), lo que le permitiría a Drácula no tener debilidades de vampiro. Después de que Drácula fue rechazado, N'Kantu tomó el Anhk de Tekamentep para él mismo, el cual usa para restaurar su cuerpo y se teletransporta a Manhattan en tamaño gigante para lidiar con Nick Fury (quien N'Kantu afirmó tener los Comandos Aulladores como parte de la colección de monstruos de S.H.I.E.L.D.) donde N'Kantu se involucra con el Helicarrier de S.H.I.E.L.D. Con la ayuda de un Hombre Cosa de tamaño gigante, Spider-Man usa la espada de Blade para cortar el Anhk de Tekamentep alrededor del cuello de N'Kantu y vuelve a su forma de momia. A pesar de su traición, se mantuvo en el equipo.
- Aparece también en la segunda temporada de Hulk and the Agents of S.M.A.S.H., expresado de nuevo por Oded Fehr.[29] Aparece como miembro de los Comandos Aulladores de Nick Fury y ayuda a los Agentes de S.M.A.S.H. a luchar contra Dormammu. N'Kantu mencionó que anteriormente había sido controlado por fuerzas externas. En el episodio "Un Futuro Aplastante, Parte 3: Drácula", se demostró que N'Kantu fue encarcelado por Drácula junto a Hombre Lobo por el abuelo de Night hasta que fueron liberados por Hulk y el Monstruo de Frankenstein para ayudar a combatir a Drácula y al Líder en la era victoriana. En el episodio "Planeta Monstruo, parte 2", N'Kantu estaba con los Comandos Aulladores cuando ayudaron a los Agentes de S.M.A.S.H. y los Vengadores a luchar contra las fuerzas de la Inteligencia Suprema.

### Videojuegos
- N'Kantu aparece en Marvel vs Capcom 3: Fate of Two Worlds en el final de Jill Valentine. Ataca a ella y Blade junto con otros monstruos Marvel.
- N'Kantu aparece en Lego Marvel Super Heroes 2.[30] Su sarcófago se encuentra en la Tumba del Faraón en la sección de Egipto de Chronopolis y se dice que se venga de la primera alma que ve al ser liberada. N'Kantu es liberado por Loki para atacar al Capitán América, el Doctor Extraño, Horus y Thor, mientras que el Capitán Marvel trabaja para liberar a Hulk de las arenas movedizas. El grupo logra derrotar a N'Kantu cuando Hulk golpea su sarcófago lo suficiente como para comenzar a hacer que la tumba se derrumbe. Una misión de bonificación narrada por Gwenpool que tiene lugar en el Imperio Hydra tiene a N'Kantu ayudando a Morbius el Vampiro Viviente y el Hombre a hacer un desfile flotante para el Desfile Honorario del Cráneo Rojo del Imperio Hydra en Hydra Square para que puedan hacer que las personas no les teman.